# Sint-Martinuskerk (Burst)

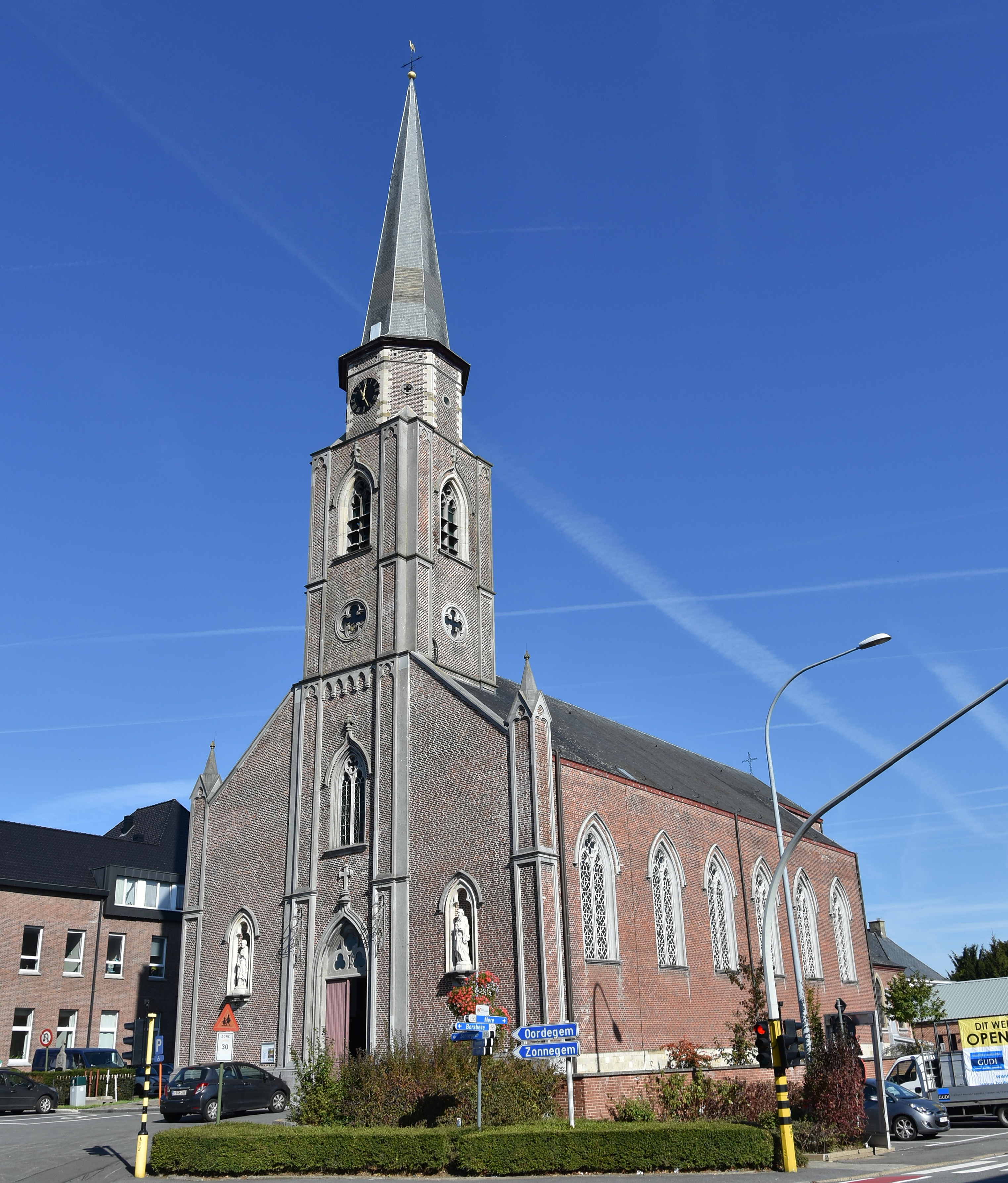
De Sint-Martinuskerk

De Sint-Martinuskerk is een kerkgebouw in de Belgische deelgemeente Burst en toegewijd aan Martinus van Tours. In 1117 stond hier al een gebedshuis. Deze neogotische kerk is een ontwerp van Gentse architect Louis Minard, opgetrokken tussen 1852 en 1855.

## Historiek
In 1117 verkregen benedictinessen van de abdij van Vorst het patronaatsrecht over Burst, Bambrugge en Vlekkem verkreeg. De oude kerk, hoogstwaarschijnlijk in hun opdracht gebouwd, werd in 1852 afgebroken. Ze is afgebeeld op het schilderij Sint-Elooi van A. Van Der Eecken op het rechterzijaltaar in de huidige kerk (zie afbeelding).
Hendrik Peeters uit Turnhout en zijn atelier bouwden het Sint-Maartens-hoogaltaar, de zijaltaren, biechtstoelen en de preekstoel (19e-eeuws). Het kerkorgel van orgelbouwer Vereecken uit Gijzegem stamt uit 1861. Het kerkhof en haar muur werden in 1908 afgebroken bij de verbreding van de Oudenaardsesteenweg.

## Galerij

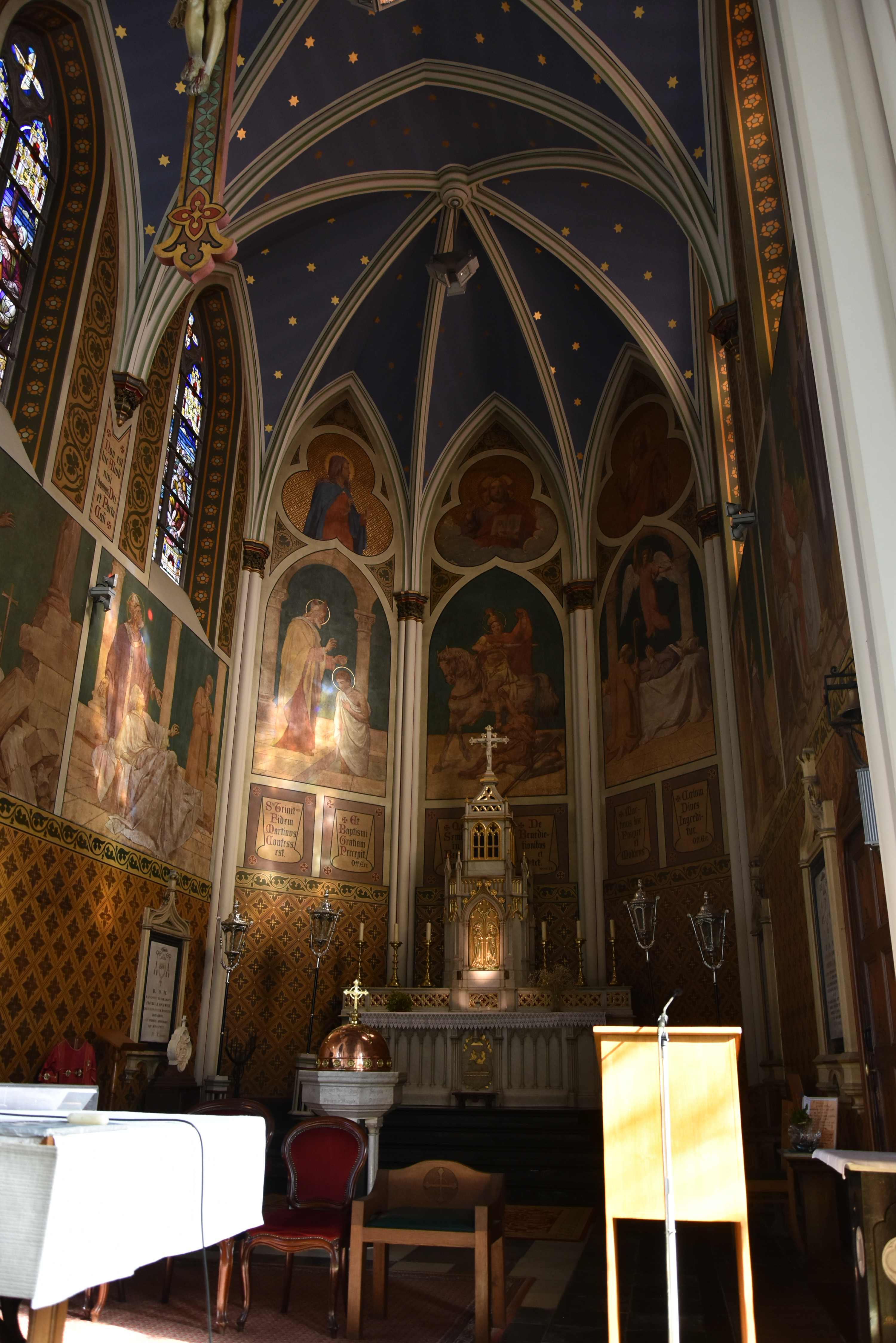
Het priesterkoor
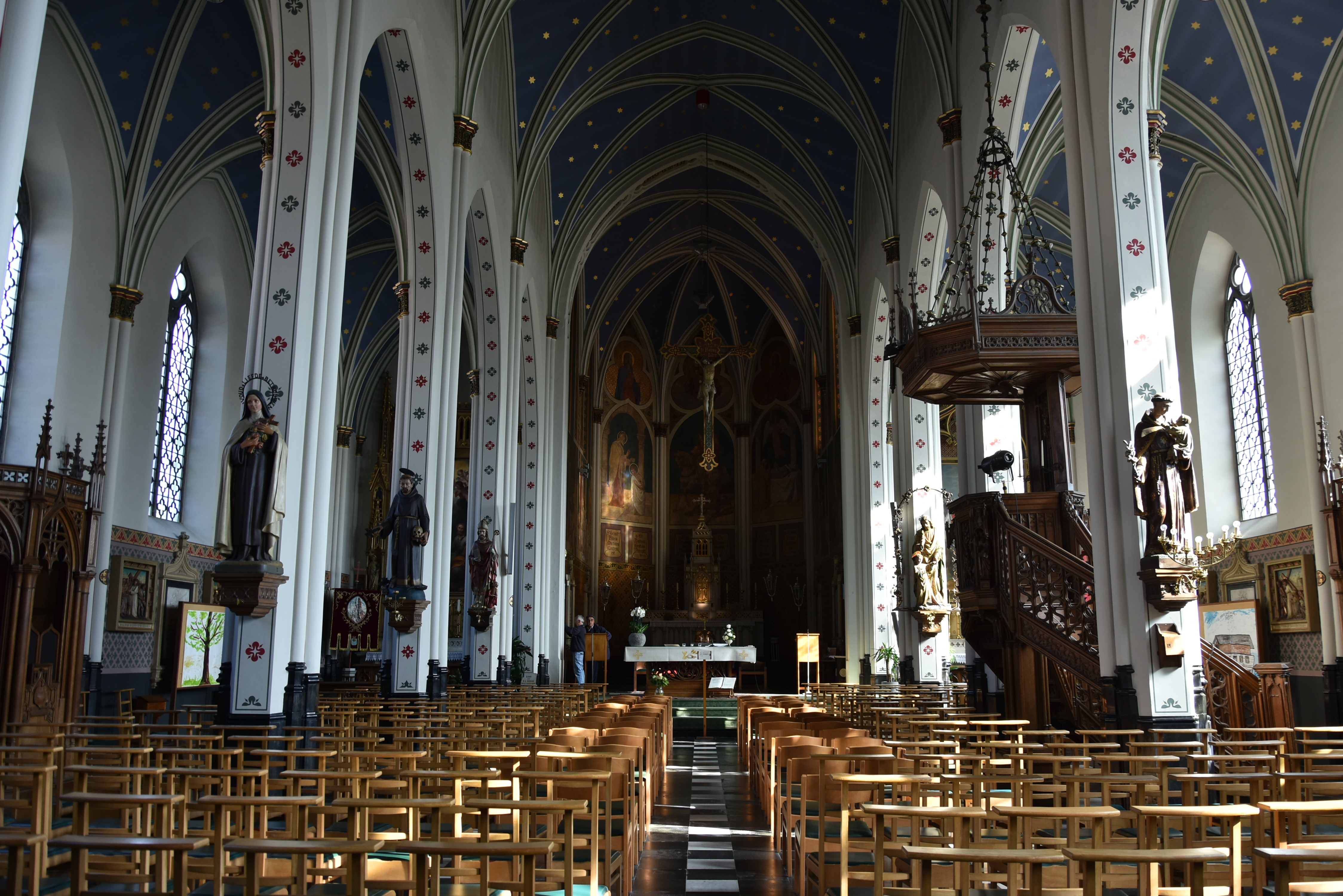
Het kerkschip
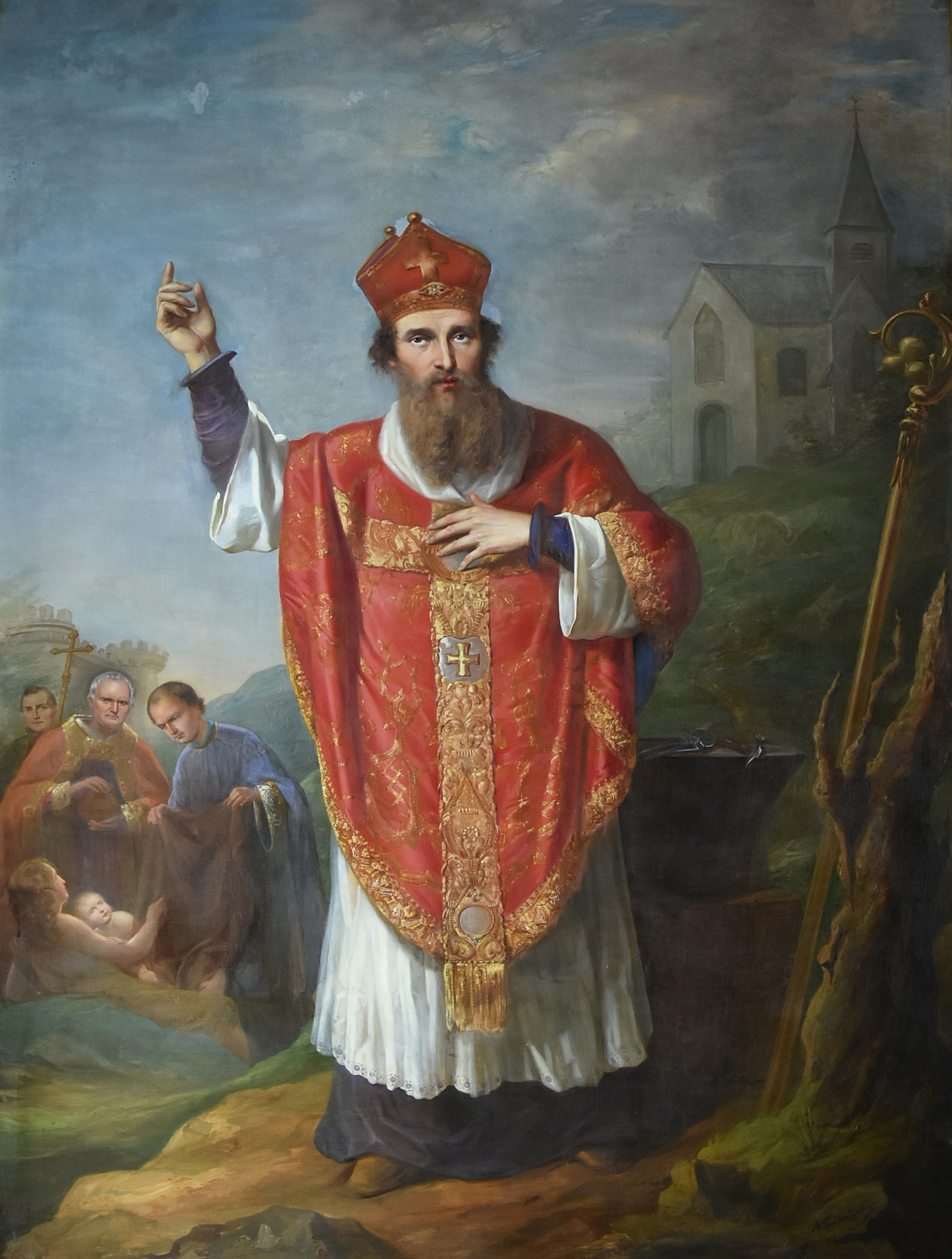
Sint-Elooi met de vorige kerk
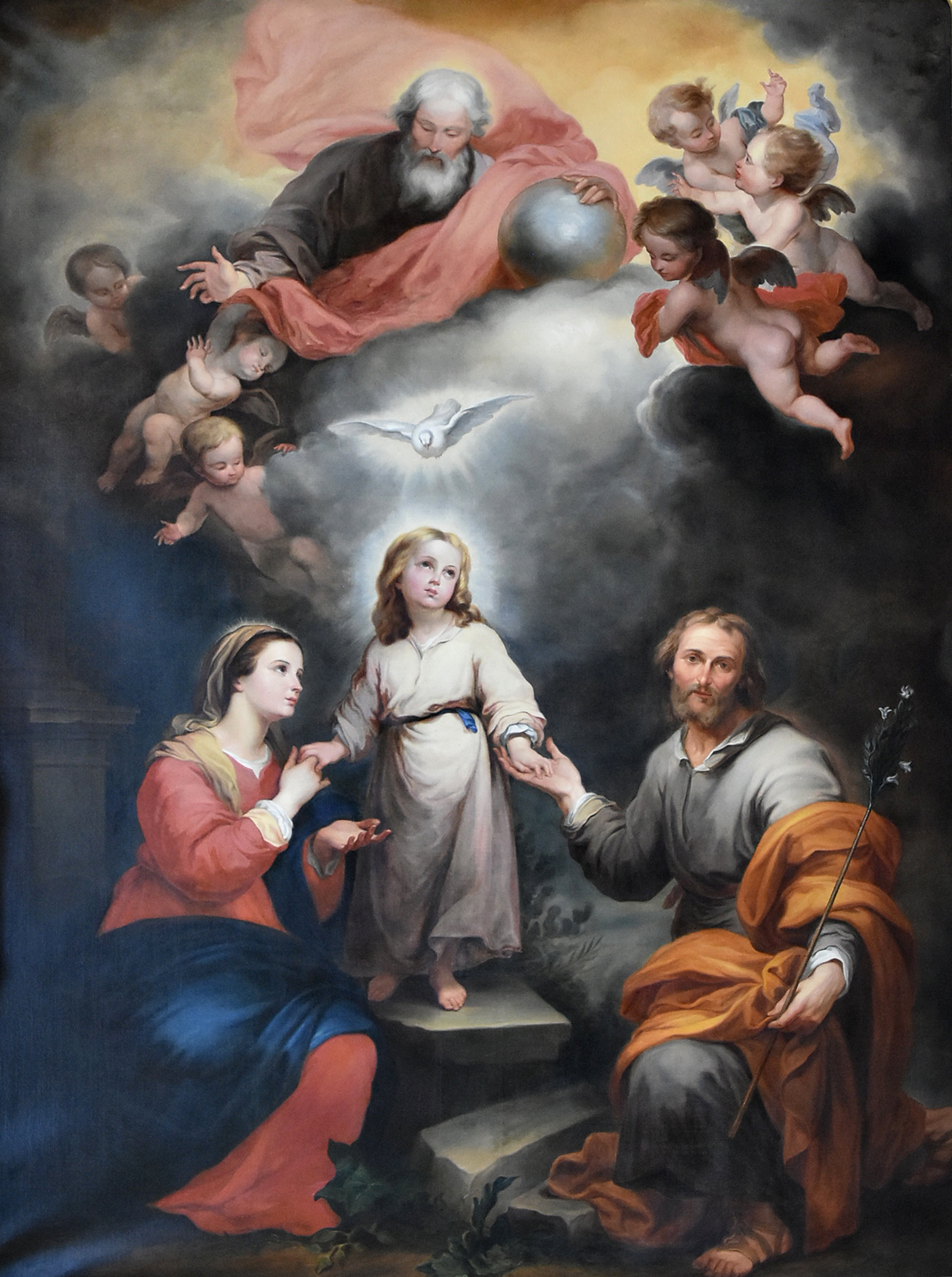
De Heilige Familie aan het linkerzijaltaar